# Anna Serra
Anna Serra Salamé (1969) es una deportista española que compitió en triatlón. Ganó dos medallas de bronce en el Campeonato Mundial de Triatlón de Invierno en los años 2002 y 2003, y una medalla de plata en el Campeonato Europeo de Triatlón de Invierno de 2003.

## Palmarés internacional
| Campeonato Mundial | Campeonato Mundial     | Campeonato Mundial | Campeonato Mundial |
| Año                | Lugar                  | Medalla            | Prueba             |
| ------------------ | ---------------------- | ------------------ | ------------------ |
| 2002               | Brusson (Italia)       | Medalla de bronce  | Relevos            |
| 2003               | Oberstaufen (Alemania) | Medalla de bronce  | Relevos            |
| Campeonato Europeo |                        |                    |                    |
| Año                | Lugar                  | Medalla            | Prueba             |
| 2003               | Donovaly (Eslovaquia)  | Medalla de plata   | Relevos            |